# Susan Marti
Susan Marti (* 1962) ist eine Kunsthistorikerin und Museumskuratorin.

## Leben
Von 1981 bis 1989 studierte sie Kunstgeschichte und Geschichte des Mittelalters an den Universitäten in Zürich und München. 1991 bis 1997 war sie Assistentin am Lehrstuhl für mittelalterliche Kunstgeschichte und Mittelalterarchäologie an der Universität Zürich. 1998 erfolgte ebendort die Promotion mit einer Arbeit zur Handschriftenproduktion im Doppelkloster Engelberg. 1997 bis 2001 katalogisierte sie die mittelalterliche Handschriftenbestände mehrerer Schweizer Bibliotheken. Nachdem sie von 2002 bis 2005 als wissenschaftliche Mitarbeiterin am Ruhrlandmuseum Essen gearbeitet hatte, wechselte sie ans Bernische Historische Museum, wo sie seit 2011 Kuratorin für Mittelalter, Skulptur und Grafik ist. Sie hat seitdem Lehraufträge an den Kunsthistorischen Institut in Bern, Basel und Zürich inne.
Marti forscht und publiziert zur Kunst des Mittelalters, insbesondere zu gotischer Buchmalerei und Kunst aus Frauenkonventen. 

## Veröffentlichungen (Auswahl)
- mit Rudolf Gamper: Katalog der mittelalterlichen Handschriften der Stadtbibliothek Schaffhausen. Dietikon–Zürich 1998.
- Malen, Schreiben und Beten. Die spätmittelalterliche Handschriftenproduktion im Doppelkloster Engelberg (= Zürcher Schriften zur Kunst-, Architektur- und Kulturgeschichte. Band 3). Zürich 2002.
- mit Jeffrey F. Hamburger, Carola Jäggi, Hedwig Röckelein (Hrsg.): Frauen – Kloster – Kunst. Neue Forschungen zur Kulturgeschichte des Mittelalters. Beiträge zum Internationalen Kolloquium vom 13.-16. Mai 2005 anlässlich der Ausstellung „Krone und Schleier“. Brepols, Turnhout / New York 2007.
- In der Tasche, an der Wand und auf dem Altar. Gebrauchssituationen von Gregorsmessen in Frauenklöstern. In: Andreas Gormans, Thomas Lentes (Hrsg.): Das Bild der Erscheinung. Die Gregorsmesse im Mittelalter (= KultBild. Visualität und Religion in der Vormoderne. Band 3). Reimer, Berlin 2007, S. 347–372.
- mit Till-Holger Borchert, Gabriele Keck (Hrsg.): Karl der Kühne (1433–1477). Kunst, Krieg und Hofkultur. Ausstellungskatalog. NZZ Verlag Libro, Zürich 2008.
- Doppelklöster im Bild? – Streiflichter auf den Buchschmuck südwestdeutscher Reformkonvente. In: Eva Schlotheuber u. a. (Hrsg.): Nonnen, Kanonissen und Mystikerinnen. Religiöse Frauengemeinschaften in Süddeutschland (= Studien zur Germania Sacra). Göttingen 2008, S. 203–219.
- Mit Silberstift für Sticker gezeichnet? Überlegungen zur Arbeitsweise und zum Vorlagenmaterial in einer flämischen Stickerwerkstatt. In: Uta-Christiane Bergemann, Annemarie Stauffer (Hrsg.): Reiche Bilder: Aspekte zur Produktion und Funktion von Stickereien im Spätmittelalter. Regensburg 2010, S. 37–50.
- Memorialbildnisse in spätmittelalterlichen Chorhandschriften aus dem Dominikanerinnenklosters Paradiese bei Soest. In: Jens Lieven, Michael Schlagheck, Barbara Welzel (Hrsg.): Netzwerke der Memoria. Klartext Verlag, Essen 2013, S. 157–172.
- Der Schatz des Klosters Königsfelden gemäss der Schenkungsurkunde der Königin Agnes von 1357. In: Annemarie Stauffer, Thomas Schilp (Hrsg.): Seide im früh- und hochmittelalterlichen Frauenstift. Besitz – Bedeutung – Umnutzung (= Essener Forschungen zum Frauenstift. Band 10). Klartext Verlag, Essen 2013, S. 269–288.
- mit Jeffrey F. Hamburger, Eva Schlotheuber, Margot Fassler: Liturgical Life and Latin Learning at Paradies bei Soest, 1300–1425. Inscription and Illumination in the Choir Books of a North German Dominican Convent. Aschendorff, Münster 2016.
- (Hrsg.): Söldner, Bilderstürmer, Totentänzer – Mit Niklaus Manuel durch die Zeit der Reformation. Ausstellungskatalog NZZ Libro, Zürich 2016.
- mit Adeline Favre: Buchmalerei. Vergessen, gestohlen, verschollen. Eine fragmentarische Überlieferung. In: Stephan Gasser (Hrsg.): Eine vergessene Zeit. Freiburg im 14. Jahrhundert. Freiburg 2019, S. 126–143.